# Tallis Obed Moses
Tallis Obed Moses (ur. 24 października 1954 w Port Vato) – vanuacki pastor prezbiteriański i polityk, od 6 lipca 2017 do 6 lipca 2022 prezydent Vanuatu.

## Życiorys
Pochodził z wyspy Ambrim. Należy do Prezbiteriańskiego Kościoła Vanuatu, będącego największą chrześcijańską denominacją w państwie. Od 1980 do 1981 studiował w Sydney Missionary and Bible College, otrzymując dyplom z zakresu teologii i misji. Między 1985 a 1986 studiował w Takla, zdobywając dyplom z teologii, w 1989 skończył Alan Walker School of Evangelism. Pełnił następnie posługę pastora w Australii i Papui-Nowej Gwinei, a także w Vanuatu w Luganville i Erromango. Od 2009 jest pastorem w parafii w Port Vila. W 2009 wybrany moderatorem vanuackich prezbiterian (najważniejsza funkcja w ramach Kościoła). Następnie każdorazowo uzyskiwał reelekcję w corocznych wyborach do roku 2017.
W lipcu 2017 zgłoszony jako jeden z szesnastu kandydatów na stanowisko prezydenta, opróżnione po nagłej śmierci Baldwina Lonsdale'a w poprzednim miesiącu. Tallis Obed Moses został wybrany w czwartej rundzie głosowania, otrzymując 40 z 57 głosów elektorskich i pokonując ekspremiera Maxime'a Carlota Kormana. Urząd objął 6 lipca 2017. Nie należy do żadnej partii politycznej.